# 穆哈拉格省
26°15′N 50°37′E / 26.250°N 50.617°E
穆哈拉格省（阿拉伯语：‎）是巴林王国的四个省份之一，位于穆哈拉格岛上，省会为同名城市穆哈拉格，巴林国际机场亦位于该省。現在與穆哈拉格市和穆哈拉克島以及外圍小島共同擴張。 它包括在該島南端的前哈里德市。
穆哈拉格市中心擁有王國最古老的住宅，其中許多已經由巴林業主出租給外籍工人。鎮上擁擠的小巷也有許多歷史名勝，包括伊萨·本·阿里·阿勒哈利法故居，斯亞迪故居，風塔，記者阿卜杜拉·扎耶德故居以及的阿拉德堡等。
政府被指責沒有投入足夠的錢來修復這些古蹟並將其變成旅遊景點。 Salafist Asalah黨的負責人Ghanim Al Buaneen回應消息說，政府將投資500萬巴林元來保護這些地點，因為他們認為這個數字太少，並且說島上需要5000萬至1億巴林元來整修整個舊的區域。 Al-Menbar伊斯蘭教協會議員Ali Ahmed博士則認為，由於政府規劃不善，公眾對這些舉措毫無所知，保留巴林傳統的努力並不是成功的。
穆哈拉格島也是巴林國際機場的所在地，儘管當地的阿薩拉國會議員要求將其重新安置，因為飛機起降的聲音擾亂了當地居民。